# جاي باوي
جاي باوي (بالإنجليزية: Jay Bowie)‏ مواليد 25 مارس 1992 في تامبا، هو لاعب كرة سلة محترف أمريكي بدأ مسيرته الاحترافية في سنة 2014 ويحمل الرقم 20. يبلغ طوله 6 قدم 5 بوصة (2.0 م). لعب في دوري الرابطة الوطنية لفئة التطوير.

## روابط خارجية
- جاي باوي على موقع كلية كرة السلة في سبورتس رفرنس.كوم (الإنجليزية)
- جاي باوي على موقع ريلجم (الإنجليزية)
- جاي باوي على موقع بروبوليرز (الإنجليزية)